# Engaeus rostrogaleatus
Engaeus rostrogaleatus là một loài tôm hùm đất trong họ Parastacidae. Chúng là loài đặc hữu của Úc.